# 法國外籍兵團第1外籍工兵團
法國外籍兵團第1外籍工兵團（法文：1er régiment étranger de génie）為法國外籍兵團的一員，駐紮於法國加爾省Laudun-l'Ardoise，目前隸屬於法國第6輕裝甲旅團。

## 沿革
- 1939年：設立第6外籍工兵團。
- 1942年：編入第1外籍步兵團。
- 1949年：以第1外籍步兵團為主體重新設立第6外籍工兵團。
- 1955年：第6外籍工兵團解散。
- 1984年：又重新設立第6外籍工兵團。
- 1999年：第6外籍工兵團改編為第1外籍工兵團與第2外籍工兵團。

## 編制
- 團本部
- 本部連（包含水中及水上工作）
- 第1連
- 第2連
- 第3連
- 第4連
- 偵查支援連 （包含一個偵查排、一個反戰車排、一個重迫擊砲排）
- 管理支援連（武器、車輛、通信等整備）
- 預備訓練連

- 本團約有1,000名成員。

## 裝備
- 貝瑞塔92
- FAMAS
- FR-F2
- FN Minimi
- AA-52
- 白朗寧M2
- RTF1 120mm迫擊砲
- LLR 81mm迫擊砲
- EBG5裝甲工兵車
- MFRD地雷鋪設車
- PMM掃雷車
- PAA架橋車
- MPG多功能工兵車
- EFA浮橋車
- MAT車輛渡河器材車
- VAB裝甲車
- VBL裝甲車
- 標緻P4

## 外部連結
- 法國外籍兵團第1外籍工兵團官方網站 （页面存档备份，存于） （法文）